# Villers-aux-Bois
Villers-aux-Bois is een gemeente in het Franse departement Marne (regio Grand Est) en telt 231 inwoners (1999). De plaats maakt deel uit van het arrondissement Épernay.

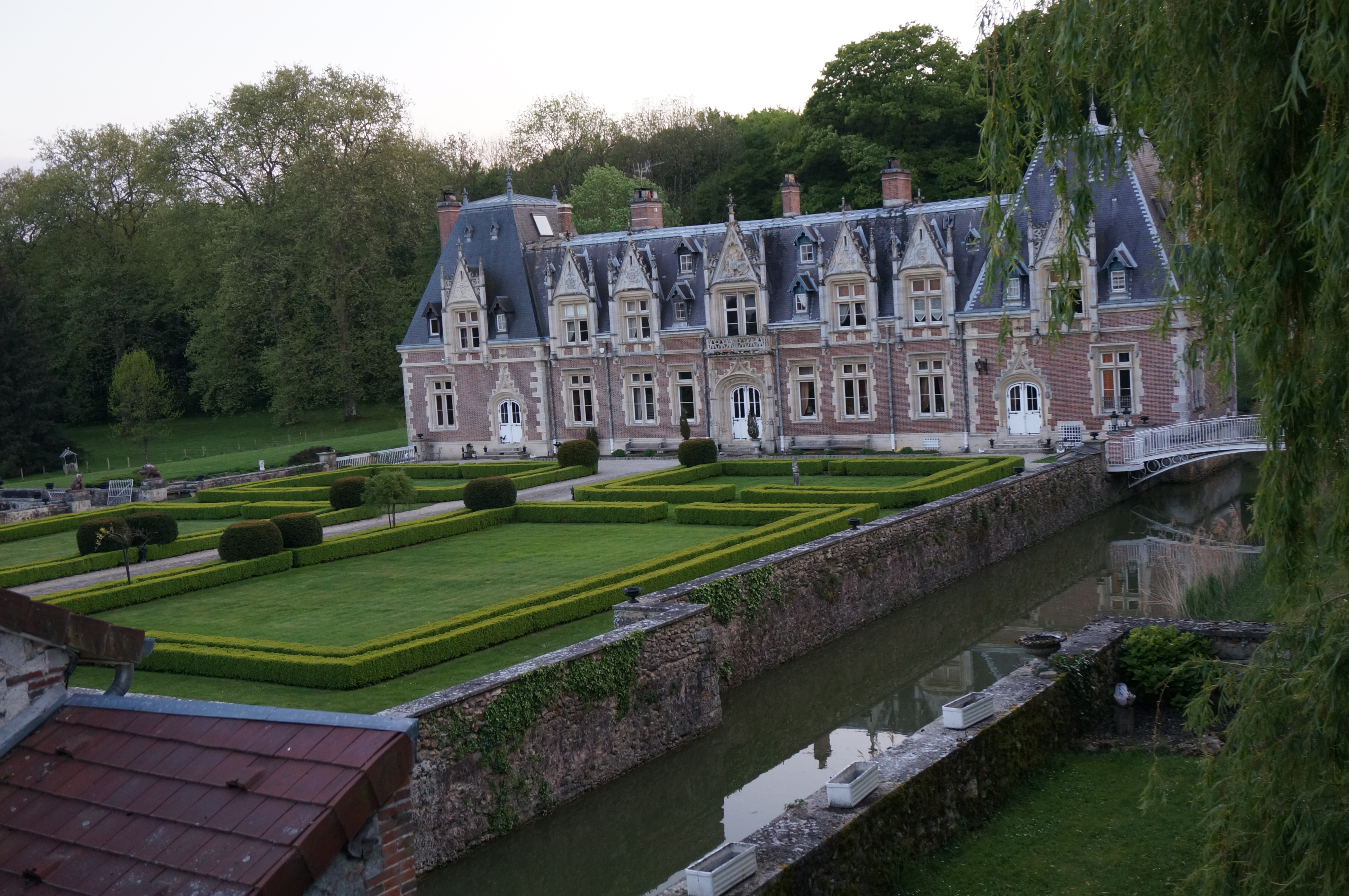
Château Soulières
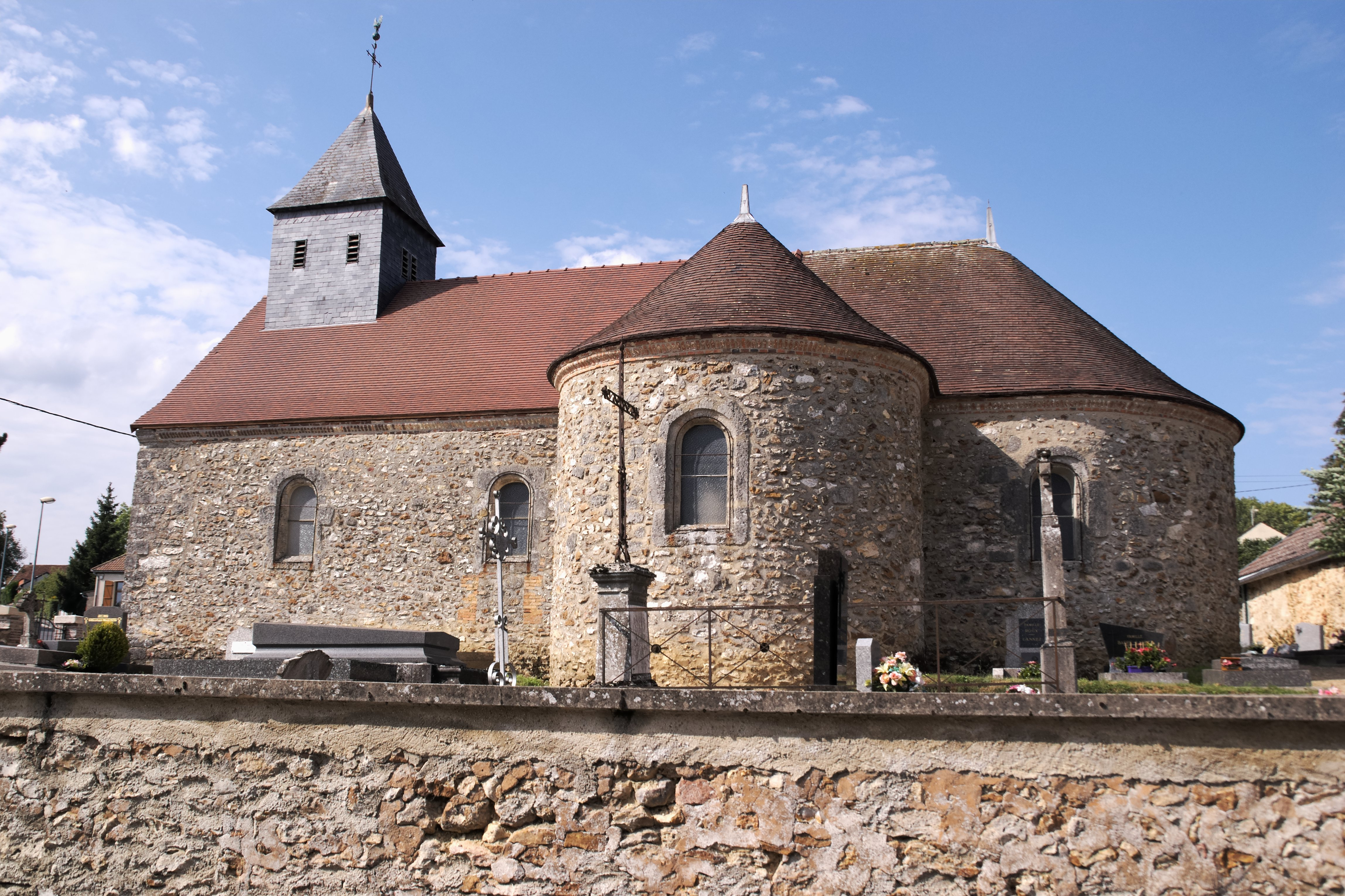
Kerk in Villers-aux-Bois

## Geografie
De oppervlakte van Villers-aux-Bois bedraagt 5,1 km², de bevolkingsdichtheid is 45,3 inwoners per km².
De onderstaande kaart toont de ligging van Villers-aux-Bois met de belangrijkste infrastructuur en aangrenzende gemeenten.

## Demografie
Onderstaande figuur toont het verloop van het inwonertal (bron: INSEE-tellingen).